# Pelusios
Pelusios es un género de tortugas de agua dulce africanas. Varias especies han sido descritas y existen probablemente numerosas especies no descritas. La taxonomía del género es muy confusa ya que estas especies presentan muchas variaciones locales. Se encuentran a lo largo del África subsahariana, Madagascar e islas Seychelles.

## Etimología
El nombre latino Pelusios significa "barro" o "arcilla",[cita requerida] y se le denominó de este modo, debido a que estas tortugas buscan refugio y comida en ellos.

## Especies
- Pelusios adansonii (Schweigger, 1812) - Tortuga africana del barro de Adanson.
- Pelusios bechuanicus (FitzSimons, 1932) - Tortuga del barro del Okavango.
- Pelusios broadleyi (Bour, 1986) - Tortuga del barro de Turkana
- Pelusios carinatus (Laurent, 1956) - Tortuga africana del barro quillada.
- Pelusios castaneus (Schweigger, 1812) - Tortuga del barro de África del Oeste.
- Pelusios castanoides (Hewitt, 1931) - Tortuga africana del barro de vientre amarillo.
  - Pelusios castanoides castanoides (Hewitt, 1931) - Tortuga de vientre amarillo africana.
  - Pelusios castanoides intergularis (Bour, 1983) - Tortuga de vientre amarillo de las Seychelles.
- Pelusios chapini (Laurent, 1965) - Tortuga del barro de África Central.
- Pelusios cupulatta (Bour & Maran, 2003) - Tortuga del barro de Costa de Marfil.
- Pelusios gabonensis (Duméril, 1856) - Tortuga africana de bosque.
- Pelusios marani (Bour, 2000) - Tortuga del barro de Gabón.
- Pelusios nanus (Laurent, 1956) - Tortuga africana del barro enana.
- Pelusios niger (Duméril & Bibron, 1835) - Tortuga negra de África del Oeste.
- Pelusios rhodesianus (Hewitt, 1927) - Tortuga africana del barro variable; Tortuga del barro de Rhodesia.
- Pelusios sinuatus (Smith, 1838) - Tortuga africana del barro serrada.
  - Pelusios sinuatus bottegi (Boulenger, 1895)[1] - Tortuga serrada del Este de África.
  - Pelusios sinuatus sinuatus (Smith, 1838)[1] - Tortuga serrada de Sudáfrica.
- Pelusios subniger (Lacépède, 1789) - Tortuga negra de África del Este.
  - Pelusios subniger subniger (Lacépède, 1789).
  - Pelusios subniger parietalis (Bour, 1983) - Tortuga negra de las Islas Seychelles.
- Pelusios upembae (Broadley, 1981) - Tortuga del barro de Upemba.
- Pelusios williamsi (Laurent, 1965) - Tortuga africana del barro de William.
  - Pelusios williamsi williamsi (Laurent, 1965) - Tortuga del barro del Lago Victoria.
  - Pelusios williamsi laurenti (Bour, 1984) - Tortuga del barro de la Isla Ukerewe.
  - Pelusios williamsi lutescens (Laurent, 1965) - Tortuga del barro del Nilo Blanco.